# Small Outline Diode
 (mars 2024).

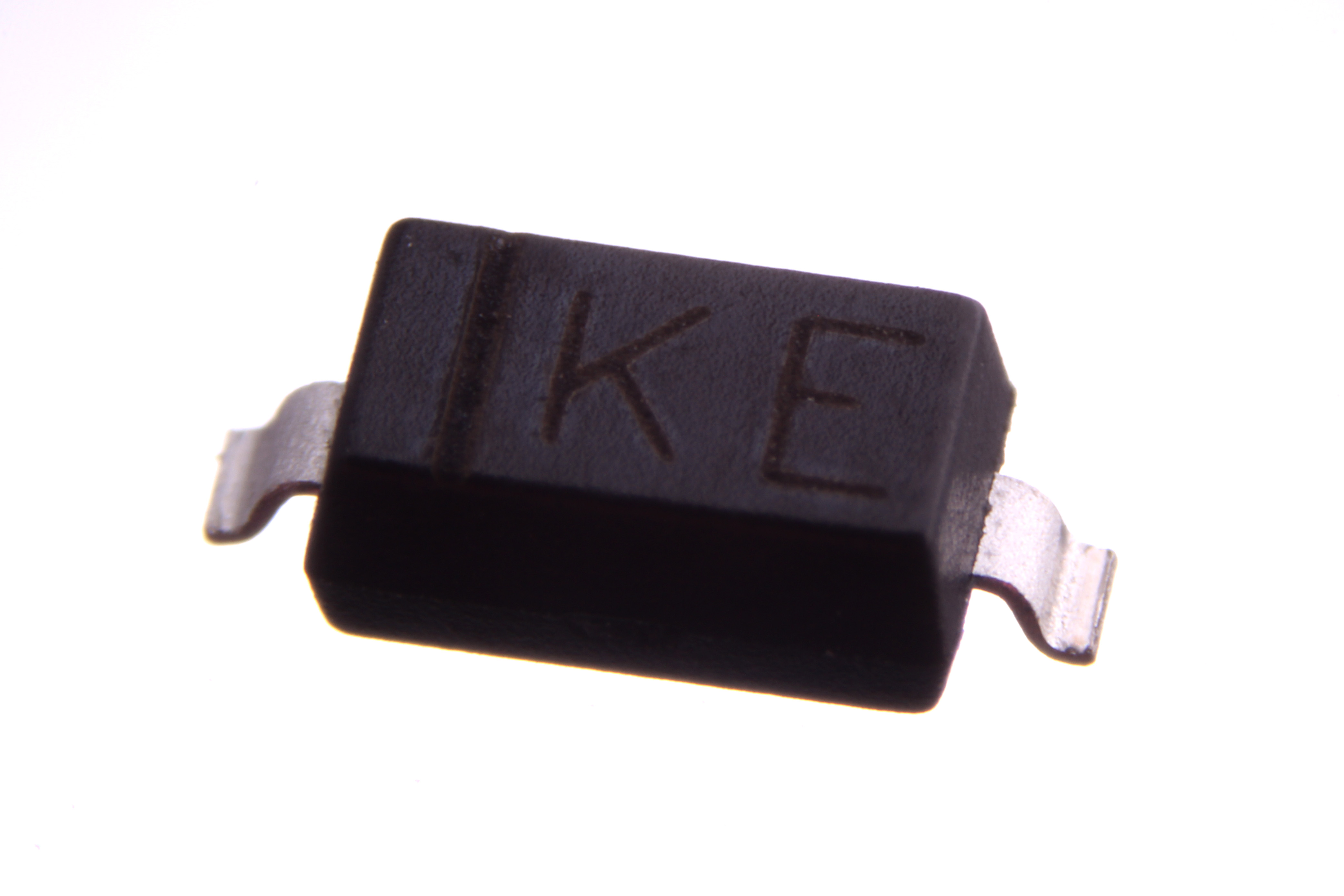
Boîtier SOD-123

Small Outline Diode ( SOD ) est un type de boîtiers de circuit intégré pour des diodes montées en surface. Cette norme comprend plusieurs variantes telles que SOD-123, SOD-323, SOD-523 et SOD-923. Le format SOD-123 étant le plus gros et SOD-923 le plus petit.